# Герб на Република Сръбска
Бившият герб на Република Сръбска представлява щит на червено поле, върху което има изобразен сребърен (бял) двуглав орел в полет. Орелът има златни нокти и клюн, на гърдите му има изобразен сръбски щит (очила). Над него има поставена кралска корона.
Според решението на Конституционния съд на Босна и Херцеговина от 31 март 2006 година този герб е дискриминационен спрямо останалите две общности в страната — бошняци и хървати, тъй като в този му вид е сръбски символ. Този герб трябва да бъде сменен с друг в рамките на 6 месеца след обявяването на решението.